# Коструба Іван Федорович
Іван Федорович Коструба — колишній начальник фінансового управління Житомирської облдержадміністрації.
Народився 8 листопада 1937 (смт Народичі, Житомирська область) в сім'ї робітника, українець; дружина Валентина Михайлівна (1944) — головний бухгалтер, Житлосоцбанк, м. Житомир; сини Андрій і Федір.
Освіта: Київський фінансово-економічний інститут (1959), економіст; Вища партійна школа при ЦК КПРС (1977, місто Москва).
03.1998 — канд. в нар. деп. України, виб. окр. № 69, Житомир. обл. З'яв. 81,2 %, за 10,8 %, 2 місце з 15 претендентів. На час виборів: нар. деп. України.
Народний депутат України 2-го склик. з 07.1994 (1-й тур) до 04.1998, Чуднівський виб. окр. № 166 Житомир. обл., висун. тр. кол. Член Комітету з питань бюджету. Член деп. фр. СПУ і СелПУ. Член Комісії ВР України з питань бюджету.
- 08.1959-06.1961 — контролер-ревізор контрольно-ревізійного управління Міністерства фінансів УРСР в Овруцькому районі.
- 06.1961-07.1963 — старший економіст бюджетного відділу Житомирського облфінуправління.
- 07.-10.1963 — старший економіст бюджетного управління Мінфіну України.
- 10.1963-06.1968 — старший економіст, начальник штатного відділу Житомирського облфінуправління.
- 06.1968-03.1969 — інструктор Житомирського обкому КПУ.
- 03.1969-01.1974 — завідувач фінансового відділу Житомирського міськвиконкому.
- 01.1974-09.1975 — голова виконкому Корольовської Ради депутатів трудящих, місто Житомир.
- 09.1975-08.1977 — слухач Вищої партійної школа при ЦК КПРС.
- 09.1977-12.1978 — перший заступник голови, 12.1978-04.1986 — голова Житомирського міськвиконкому.
- 04.1986-12.1992 — начальник фінансового управління Житомирського облвиконкому.
- 12.1992-07.1994 — заступник глави Житомирської облдержадміністрації — начальник фінансового управління.
- Потім заступник голови з виконавчої роботи — начальник фінансового управління Житомирської облради.

Орден Трудового Червоного Прапора, медаль, заслужений економіст України.
Помер у жовтні 1998 року.

## Джерело
- Довідка [Архівовано 4 березня 2016 у Wayback Machine.]